# 高館山
高館山（たかだてやま）は、山形県鶴岡市大山字城山331にある、標高273.2mの山である。

## 概要

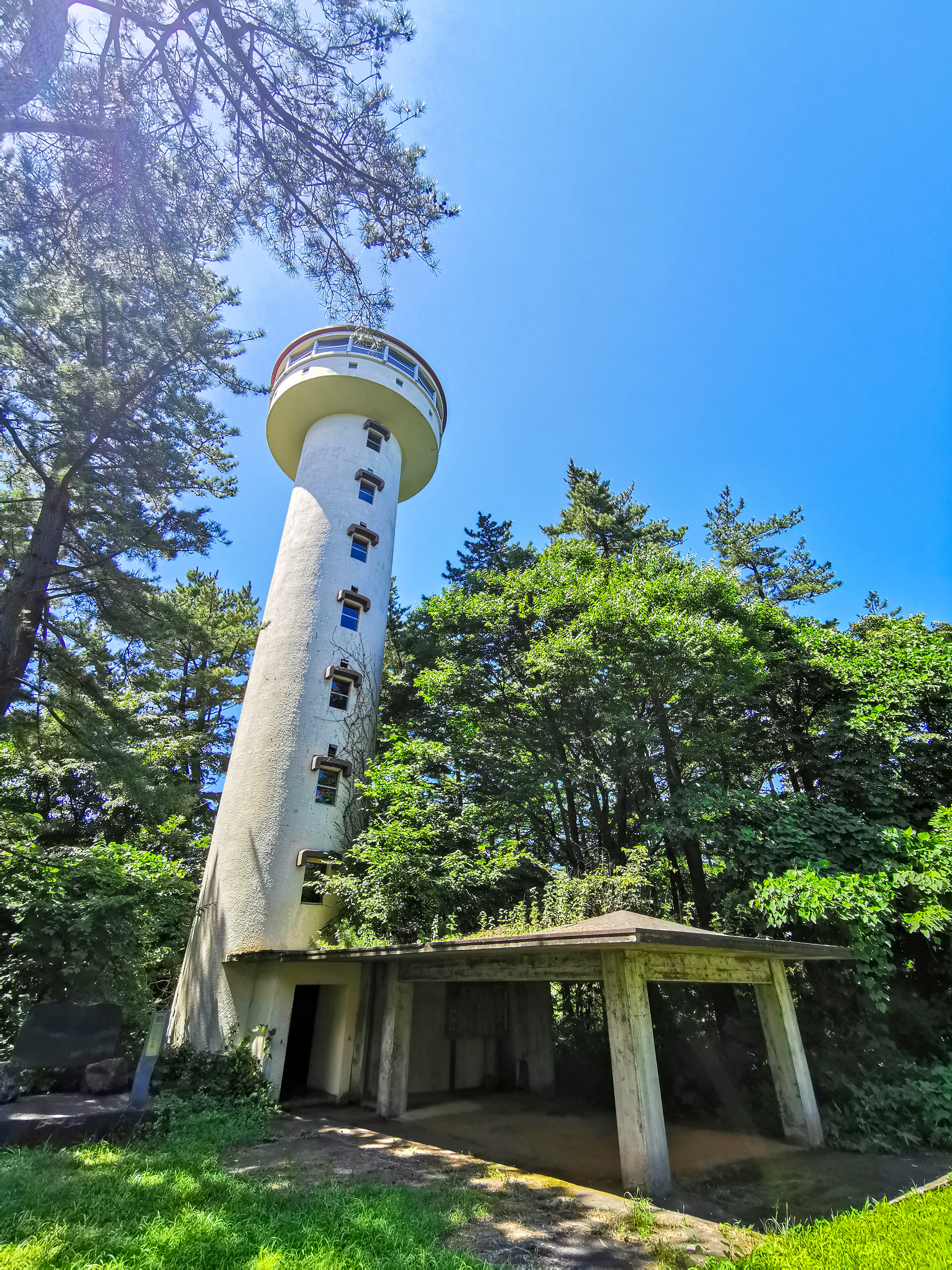
山頂の展望台

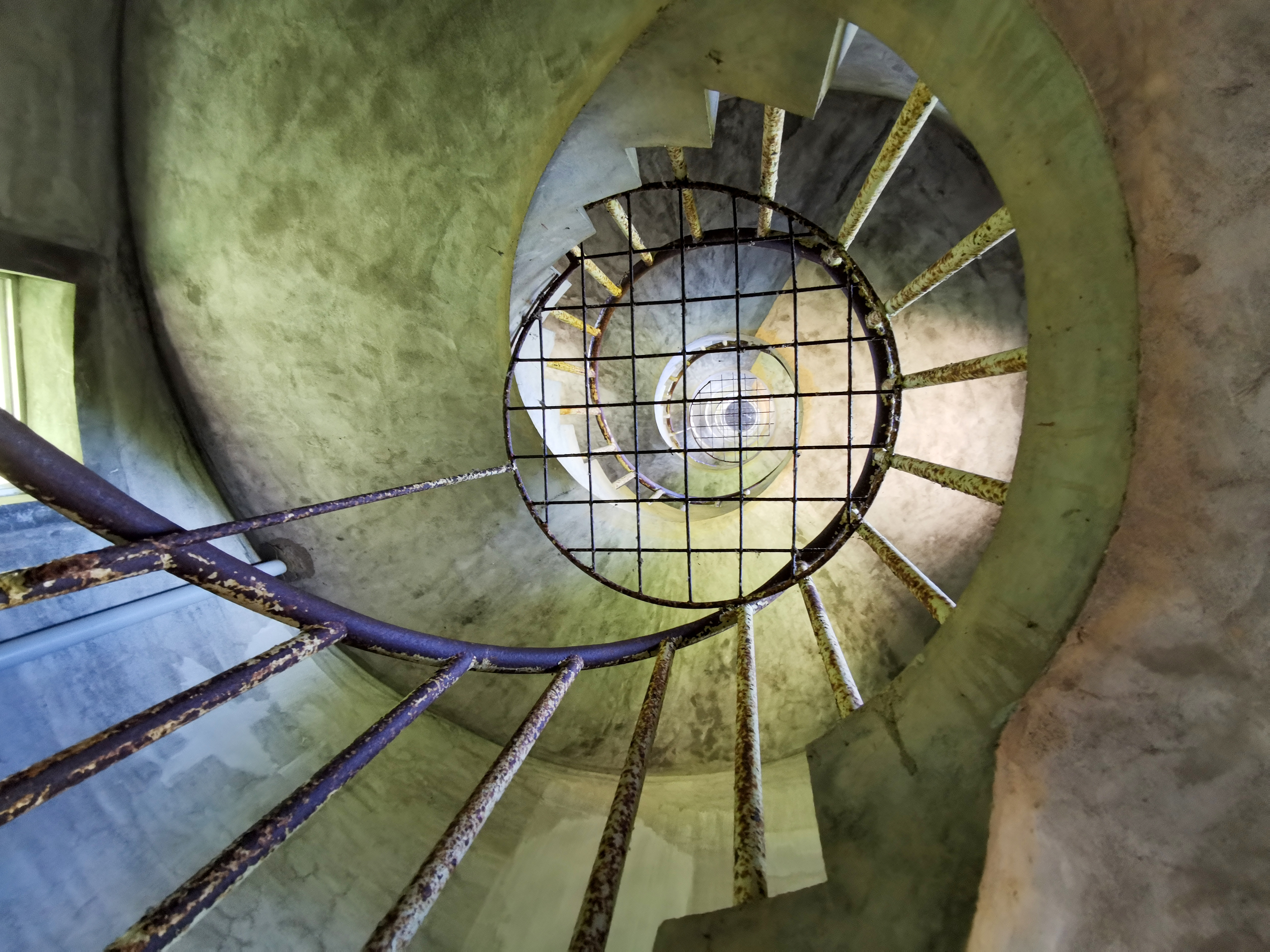
展望台内部は、らせん階段で最上部まで昇ることができる

鶴岡市中心部から北前船の寄港地でもあった加茂港へ向かう国道112号（加茂街道）沿いにある。
標高273.2mの低山だが植生が多く、麓の上池・下池とともに庄内海浜県立自然公園の一部に指定されている。同時に、林野庁の「自然休養林」、「森林浴の森100選」にも指定されている。山頂には展望台があり、加茂港、湯野浜温泉、庄内平野の田園風景、鳥海山、月山を望むことができる。
戦国時代、山の東稜先端に尾浦城（大山城）が築かれ、大宝寺氏の居城であった。

## 鶴岡中継局高館山放送所
- 高館山には、庄内地方の基幹中継局となる山形県各放送局の鶴岡中継局がある。
- 山頂まで舗装されており、容易に行くことが出来る。かつてはNHKのみ有人施設だったが、現在は無人化された。
- 鶴岡中継局からの電波は、送信環境がよいことや出力が高く、他に混信する中継局が少ないことから庄内地方全域のみならず、秋田県男鹿半島以南の日本海沿岸の広い地域でも受信可能である。特に、にかほ市や由利本荘市内では、TBS系列局が秋田県内に存在しないため、テレビユー山形（TUY）の受信を目的に鶴岡中継局にアンテナを向けている視聴者が多い。それに加えて、アナログ放送時代は秋田朝日放送（AAB）が視聴困難な地域[注釈 1]でテレビ朝日系列の番組を視聴するために山形テレビ（YTS）を受信している世帯も存在した。
なお、デジタル放送では全中継局でAABを視聴できるようになったため、大半の時間で直接受信の必要性は無い。

### 地上デジタルテレビ放送送信設備
| ID | 放送局名             | 物理 チャンネル | 空中線電力 | ERP   | 放送対象地域 | 放送区域 内世帯数 | 本免許交付日   | 開局日        |
| -- | -------------------- | --------------- | ---------- | ----- | ------------ | ----------------- | -------------- | ------------- |
| 1  | NHK 山形総合         | 34              | 500W       | 5.1kW | 山形県       | 約9万世帯         | 2006年9月28日  | 2006年10月1日 |
| 2  | NHK 山形教育         | 32              | 500W       | 5.1kW | 全国         | 約9万世帯         | 2006年9月28日  | 2006年10月1日 |
| 4  | YBC 山形放送         | 16              | 500W       | 7.2kW | 山形県       | 約9万世帯         | 2006年11月28日 | 2006年12月1日 |
| 5  | YTS 山形テレビ       | 18              | 500W       | 6.6kW | 山形県       | 約9万世帯         | 2006年11月28日 | 2006年12月1日 |
| 6  | TUY テレビユー山形   | 20              | 500W       | 6.2kW | 山形県       | 約9万世帯         | 2006年11月28日 | 2006年12月1日 |
| 8  | SAY さくらんぼテレビ | 27              | 500W       | 6.1kW | 山形県       | 約9万世帯         | 2006年11月28日 | 2006年12月1日 |

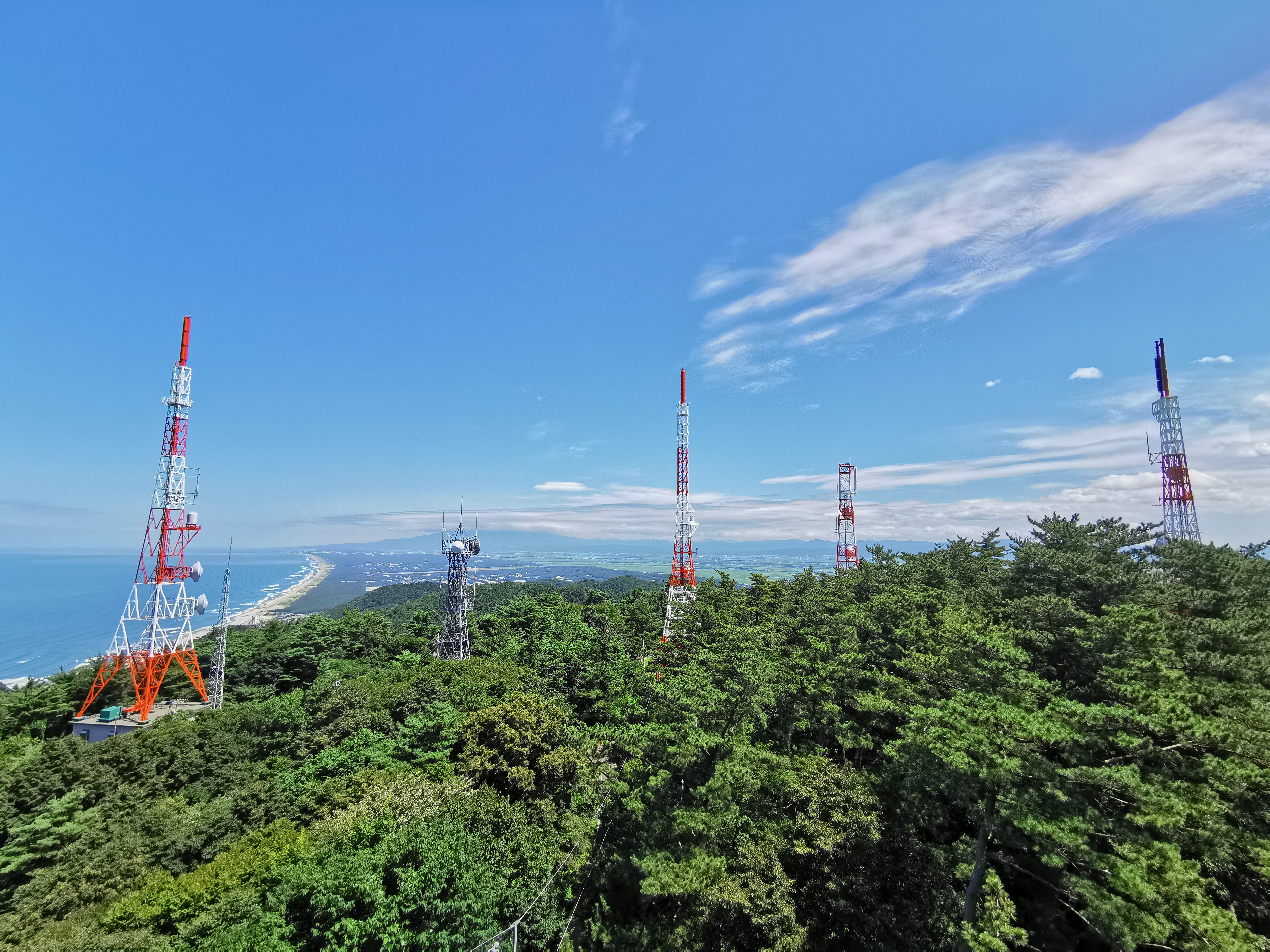
鶴岡中継局群

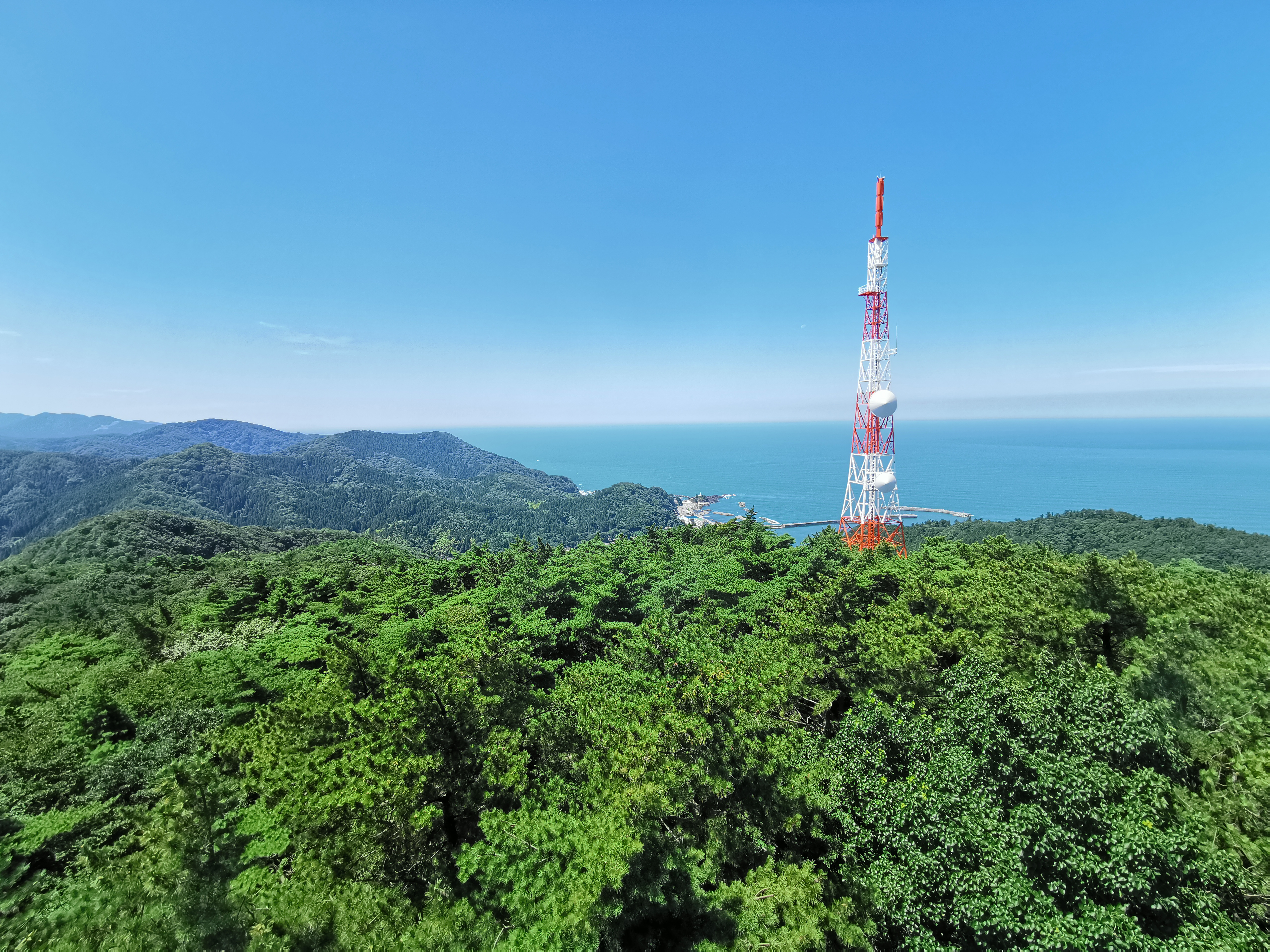
SAY 鶴岡デジタルテレビ中継局

- 放送エリアは、鶴岡市・酒田市・東田川郡三川町・東田川郡庄内町・飽海郡遊佐町（各一部地域除く）。山間部は電波の入りが悪い部分があり、周辺の中継局、ケーブルテレビで補完している地域がある。
- 高性能アンテナを利用した場合、前述の地域に加え秋田県秋田市からにかほ市に至る日本海沿岸部でも受信できる場合がある（アナログ放送も同じ放送エリア。秋田ケーブルテレビはかつて鶴岡中継局のアナログ波をポートタワー・セリオンで直接受信し再送信していた。現在はIBCテレビを再送信。）。特に、TBS系列局であるTUYが受信できるため、通常秋田県では視聴できないTBS系列の番組を視聴できることになる。他局も同様に受信できるが、系列の番組の大半は在秋局を通じて視聴できるため、ローカル番組や在秋局にネットされていない系列局制作の番組や番組販売扱いの他系列の再放送番組[注釈 3]を視聴する目的以外では不自由はない。

### 地上アナログテレビ放送送信設備
| 放送局名            | コールサイン | チャンネル（ch） | 空中線電力          | ERP                   | 放送対象地域 | 放送区域内世帯数 | 開局日        | 閉局日        |
| ------------------- | ------------ | ---------------- | ------------------- | --------------------- | ------------ | ---------------- | ------------- | ------------- |
| YBC山形放送鶴岡局   | JOEL-TV      | 1                | 映像1kW/ 音声250W   | 映像8kW/ 音声2kW      | 山形県       | 約8万6000世帯    | 1961年9月27日 | 2011年7月24日 |
| NHK山形総合テレビ   | （JOJP-TV）  | 3                | 映像1kW/ 音声250W   | 映像8kW/ 音声2kW      | 山形県       | 約8万6000世帯    | 1960年2月27日 | 2011年7月24日 |
| NHK山形教育テレビ   | （JOJD-TV）  | 6                | 映像1kW/ 音声250W   | 映像10.5kW/ 音声2.6kW | 全国         | 約8万6000世帯    | 1962年11月1日 | 2011年7月24日 |
| TUYテレビユー山形   | 鶴岡中継局   | 22               | 映像5kW/ 音声1.25kW | 映像65kW/ 音声16kW    | 山形県       | 約7万9000世帯    | 1989年10月1日 | 2011年7月24日 |
| SAYさくらんぼテレビ | 鶴岡中継局   | 24               | 映像5kW/ 音声1.25kW | 映像69kW/ 音声17kW    | 山形県       | 約7万9000世帯    | 1997年4月1日  | 2011年7月24日 |
| YTS山形テレビ       | 鶴岡中継局   | 39               | 映像5kW/ 音声1.25kW | 映像66kW/ 音声16.5kW  | 山形県       | 約7万9000世帯    | 1970年4月1日  | 2011年7月24日 |

- 2011年7月24日をもって廃止された。
- NHKのコールサインはかつてつけられていたもの。鶴岡放送局の支局化により廃止された。

### FMラジオ送信設備
| 放送局名                    | 周波数（MHz） | 空中線電力 | ERP    | 放送対象地域 | 放送区域内世帯数 | 開局日       |
| --------------------------- | ------------- | ---------- | ------ | ------------ | ---------------- | ------------ |
| Rhythm Station エフエム山形 | 76.9          | 250W       | 1.65kW | 山形県       | -                | -            |
| NHK山形FM放送               | 86.0          | 250W       | 1.4kW  | 山形県       | 約8万6000世帯    | 1969年3月1日 |

- NHKも開局時から中継局。
- エフエム山形はNHKの施設を間借りしている。鶴岡中継局で他局との相乗りの施設はここだけである。
- YBC山形放送ラジオのFM補完中継局の設置は未定。

## 尾浦城／大山城
天文年間（1530年代）、当地を支配していた大宝寺氏（武藤氏）が尾浦城を築き、大宝寺城（のちの鶴ヶ岡城）から移った。
最上氏との争いの後、上杉氏が支配。関ヶ原の戦い後、最上氏が領有し、大山城と改めた。元和元年（1615年）、一国一城令により、山上にあった居館が麓に移された。同8年（1622年）、最上氏は改易となり、大山城は廃城となった。